# Heinrich Bürger
Heinrich Bürger (ook: Heinrich Burger) (Hamelen, 29 februari 1804, 7 november 1804 of 20 januari 1806 – Indramajoe (Java) 25 maart 1858) was een van geboorte Duits natuuronderzoeker in Nederlandse overheidsdienst. Hij was tevens ondernemer. Hij hield zich onder andere bezig met de bestudering van de Japanse fauna en flora.

## Achtergrond
Bürgers exacte geboortedatum is niet bekend. Hij zelf gaf 29 februari op, de schrikkeldatum. Het meest in de bronnen voorkomende jaartal is 1806; het lijkt er op dat Heinrich zijn geboortedatum twee jaar eerder heeft geplaatst om ouder te kunnen lijken. Bürger was joods; zijn vader, Samuel (Schmuel) Salomon Bürger, was lakenkoopman en “Schutzjude”. Hij ging in 1817 failliet en overleed in 1821.

## Opleiding
Aan de universiteit van Göttingen studeert Heinrich rond 1821-1822 wiskunde en astronomie. Hoewel hij de doctorstitel zelf soms wel gebruikte, is nergens een bewijs gevonden van een universitaire promotie. In 1824 vertrekt Bürger naar Batavia (Nederlands-Indië), waar hij de opleiding tot apotheker volgt. Op 14 januari 1825 verkrijgt hij de hoedanigheid van apotheker 3e klasse.

## Dejima
Op 14 juni 1825 wordt Heinrich Bürger door gouverneur-generaal Van der Capellen aangesteld als assistent van Philipp Franz von Siebold op het eiland Dejima (voor de kust van Nagasaki, Japan) voor het "natuurlijk onderzoek" aldaar. Op 1 juli vertrekt hij naar Japan. Op Dejima doet Bürger onderzoek op scheikundig, natuurkundig en biologisch terrein, en geeft hij daarin les aan Japanners. Daarnaast heeft hij de leiding over de farmacie en helpt hij bij Siebolds poliklinische bezoeken aan patiënten buiten Dejima. In 1828 wordt Bürger tot opvolger van Von Siebold benoemd voor de scheikundige, natuurkundige en biologische werkzaamheden. Hij verzamelt in de volgende jaren planten en dieren, waaronder 650 vissen. Veel van dat materiaal is later door Coenraad Jacob Temminck en Hermann Schlegel gebruikt in de publicatie Fauna Japonica. Door Bürger verzonden planten zijn terechtgekomen in de botanische tuinen van universiteitssteden als Leiden, Groningen, München, Parijs, Londen, Florence en St. Louis. Ook Naturalis Biodiversity Center in Leiden heeft een grote Bürger-collectie.

## Padang
In 1832 of 1833 (de bronnen spreken elkaar hierover tegen) wordt Bürger 'toegevoegd' aan de Commissie tot het natuurhistorisch onderzoek in Oost-Indië. In die hoedanigheid bezoekt hij tussen juni en december 1833 Sumatra. In die periode ontwerpt hij een weg van de Padangse Benedenlanden naar de binnenlanden; de weg door de Anaikloof, die tegenwoordig door zijn natuurschoon een toeristische attractie is. De aanleg van deze weg levert hem de Orde van de Nederlandse Leeuw op. In 1833 trouwt Bürger te Padang met Anna Cornelia van Daalen. In 1834 is hij weer op Dejima, maar zijn echtgenote blijft in Batavia.

## Bedrijfsleven
Per 1 juli 1835 wordt Bürger op zijn verzoek ontheven van zijn taken in Japan. Hij maakt in 1840-1842 met zijn gezin een uitgebreide reis door West-Europa. Terug op Java ontvangt Bürger in 1842 zijn pensionering als lid van de Natuurkundige Commissie. Op 30 juni 1843 wordt hij eervol ontslagen uit 's lands dienst. Heinrich begeeft zich in landelijke ondernemingen, waaronder de levering van rijst en olie op Banka, de Nederlandsch-Indische Zee-Assurantie Maatschappij, de Maatschappij tot Bevordering van Mijnontginningen in Nederlandsch-Indië, die op Borneo actief is, en is mede-eigenaar van suikerfabriek Redjosari te Magetan (Madioen, Java). Verder is Bürger tussen 1850 en 1853 bestuurslid van Sociëteit "De Harmonie" te Batavia. In 1855 verkrijgt Bürger de Nederlandse nationaliteit.

## Vernoemingen
Hoewel Bürger wel voorkomt als auteur in de IPNI heeft hij geen nieuwe planten beschreven. Hij is echter vaak geëerd door de bewerkers van zijn collecties: zij hebben een groot aantal door hem verzamelde nieuwe soorten naar hem vernoemd. Deze soorten zijn te herkennen aan het epitheton buergerianum of buergeri(i), zoals:
“burgerianum”
- (Aceraceae) Acer buergerianum Miq.[7]
- (Eriocaulaceae) Eriocaulon buergerianum Körn.[8]
- (Polypodiaceae) Lepidomicrosorium buergerianum (Miq.) Ching & K.H.Shing[9]

“burgeri”; 44 soorten, zoals:
- (Aizoaceae) Trichodiadema burgeri L.Bolus[10]
- (Anthericaceae) Anthericum burgeri Cufod.[11]
- (Araceae) Anthurium burgeri Croat & R.A.Baker[12]
- (Asclepiadaceae) Ceropegia burgeri M.G.Gilbert[13]
- (Asteraceae) Ageratina burgeri R.M.King & H.Rob.[14]
- (Bromeliaceae) Werauhia burgeri (L.B.Sm.) J.R.Grant[15]
- (Ericaceae) Azalea burgeri Miq.[16]
- (Euphorbiaceae) Euphorbia burgeri M.G.Gilbert[17]
- (Lauraceae) Caryodaphnopsis burgeri N.Zamora & Poveda[18]
- (Loranthaceae) Struthanthus burgeri Job Kuijt[19]
- (Myrsinaceae) Ardisia burgeri Lundell[20]
- (Orchidaceae) Pelexia burgeri Schltr.[21]
- (Rubiaceae) Psychotria burgeri C.M.Taylor[22]
- (Simaroubaceae) Kirkia burgeri subsp. somalensis Stannard[23]
- (Viscaceae) Phoradendron burgeri Job Kuijt[24]